# نجم متعدد

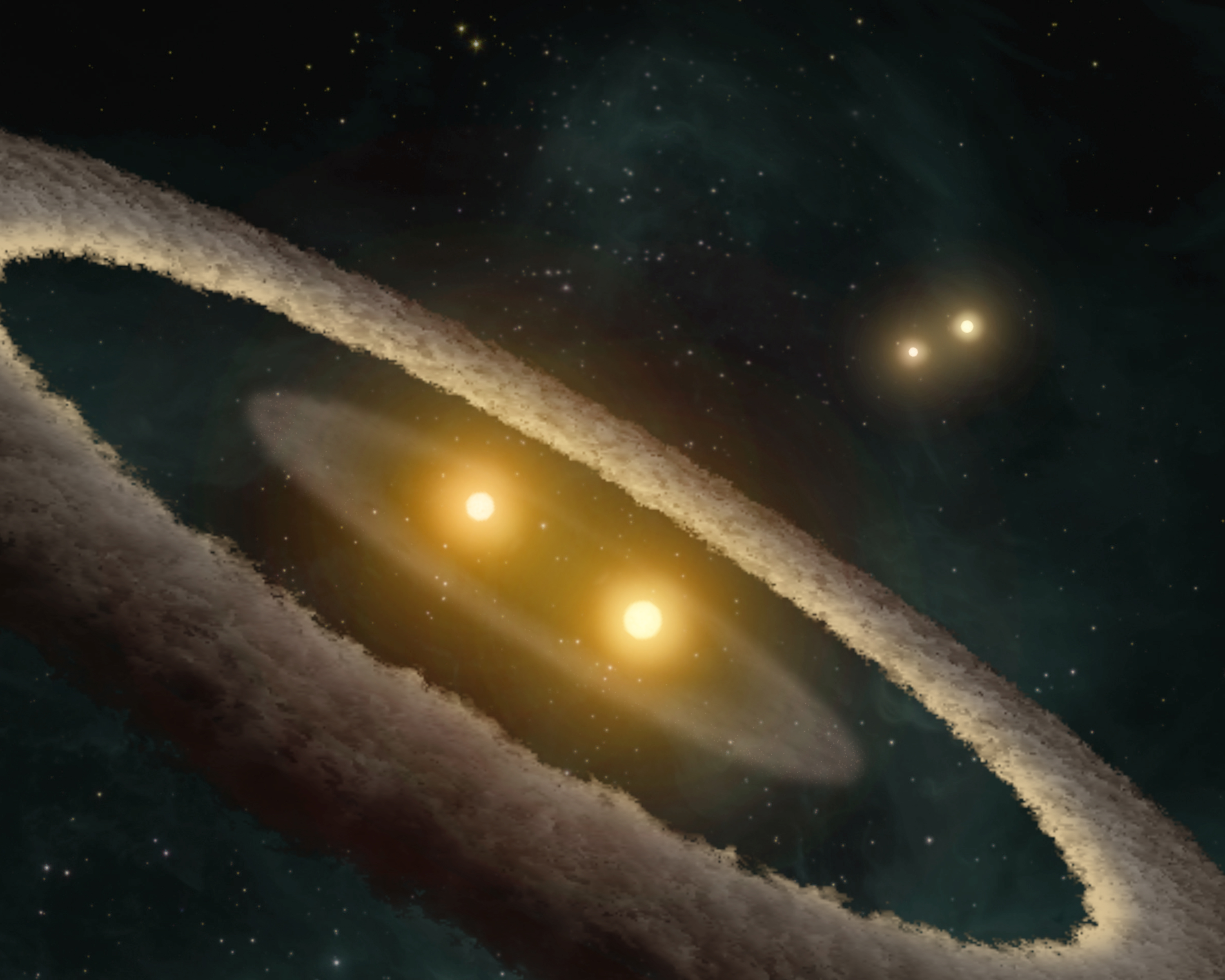
رسم لأحد النجوم المتعددة.

النجم المتعدد هو نوع من الأنظمة النجمية يتكون من ثلاثة نجوم فما فوق، ولكن النجوم المتعددة تتكون من عدد قليل نسبيا من النجوم. حيث أنها تشكل حالة وسطية بين النجوم الثنائية التي تتكون من نجمين والتجمعات النجمية التي تتكون من مئات النجوم. تظهر النجوم المتعددة من الأرض كأنها نجم واحد وذلك لأنها قريبة من بعضها نسبيا. ولكن ضوءها يتغير باستمرار بسبب مرور نجوم خافتة أمام نجوم لامعة مما يجعلها من أنواع النجوم المتغيرة. معظم أنظمة النجوم المتعددة تتكون من ثلاث نجوم وتسمى أيضا «نجوما ثلاثية». بالإمكان تقسيم النجوم المتعددة إلى نوعين تبعا للديناميكا التي تحكمهما. في معظم النجوم المتعددة يكون هناك مركز واحد للنظام النجمي يوجد حوله مدار صغير وحوله واحد أكبر وهكذا، وهذا النوع من النجوم المتعددة يكون مستقرا. ولكي هناك نوع آخر من النجوم المتعددة يسمى بالـ«معين» ومركز الجاذبية في هذا النوع ينحرك باستمرار مما يجعله غير مستقر.

## النجوم المتعددة المستقرة

### النجوم الثلاثية

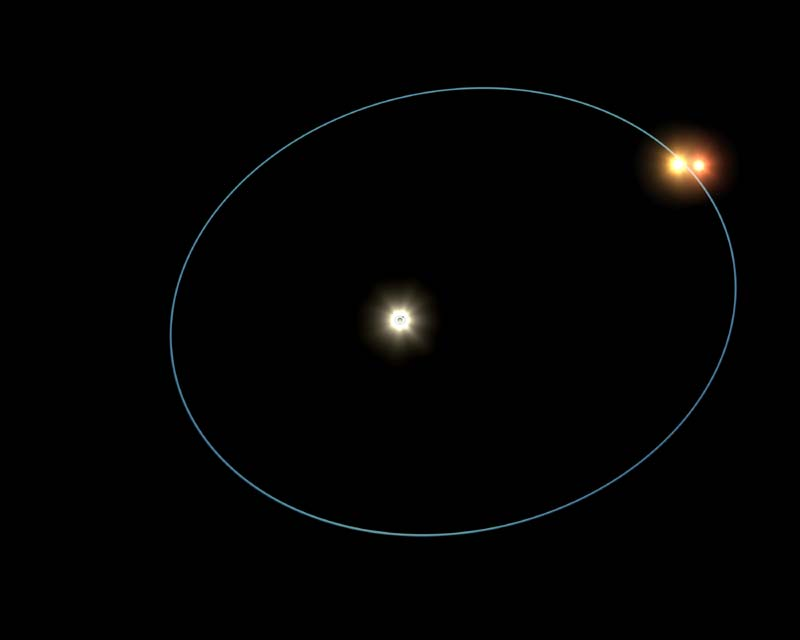
رسم تخيلي لنجم "إتش دي 188753" وهو نجم متعدد ثلاثي.

هو نجم متعدد يتألف من ثلاثة نجوم تدور حول مركز الثقل. وعادة ما يكون هناك نجمان يدوران قريبا من بعضهما بينما يدور الآخر بعيدا جدا عنهما، مثل نجمي رجل القنطور المتجاورين ونجم بروكسيما الذي يقع على بعد جزء من عشرة من السنة الضوئية منهما. وهذا الترتيب يسمى «الترتيب الهرمي». والسبب في وجود هذا الترتيب دائما هو أنه لو كان النجم الثالث يبعد عن أول نجمين نفس البعد بينهما، لكان النظام قد أصبح غير مستقر وكان ذلك سوف يؤدي إلى قذف النجم الثالث من النظام.

## النجوم المتعددة غير المستقرة (المعين)
هو النوع الثاني من النجوم المتعددة والذي سمي نسبة لنجوم «المعين» الواقعة في سديم الجبار. عادة تبدو هذه النجوم المتعددة كأنها قريبة أو كأنها أجزاء من سدم لامعة. وهذه النجوم لا تملك ترتيباً هرمياً، بل تتنافس على المدارات حيث أن مركز الجاذبية (مركز الثقل) في النظام ليس ثابتاً بل يتحرك باستمرار مما يتسبب بتغيير النجوم لأماكنها. وهذا ما يسمى بالـ«تفاعل». وهذا النوع من النجوم لمتعددة غير مستقر بسبب عدم استقرار المسافة بين النجوم واضطراب الجاذبية بينها.

## اقرأ أيضا
- HR 6819